# Рашид ад-Дин
Раши́д ад-Дин Фазлулла́х ибн Абу-ль-Хайр Али́ Хамадани́ (Раши́д ад-Доулэ; Раши́д ат-Таби́б — «врач Рашид»; ок. 1247, Хамадан — 18 июля 1318, Тебриз) — персидский
государственный деятель, врач и учёный-энциклопедист; министр государства Хулагуидов (1298—1317). Поступил на государственную службу в период правления Абака-хана (1265—1282). При Газане (1295—1304) выдвинулся на ведущие роли, фактически заняв пост визиря, и осуществил важнейшие экономические реформы. При хане Олджейту (1304—1316) фактически был первым лицом в управлении государством. В начале правления Абу Саида (1316—1335) из-за интриг политических противников утратил власть, а затем по ложному обвинению был казнён.
Составил исторический труд на персидском языке Джами' ат-таварих («Сборник летописей»), являющийся важнейшим историческим источником, особенно по истории Монгольской империи и Ирана Хулагуидов. Большую источниковедческую ценность представляет также переписка Рашид ад-Дина.

## Происхождение
Рашид ад-Дин Фазлуллах ибн Абу-ль-Хайр Али Хамадани родился около 1247 года в иранском городе Хамадане. Считается, что он происходил из незнатной семьи учёных евреев. Дед Рашид ад-Дина врач Муваффик ад-Доулэ находился в окружении низаритского имама Рукн ад-Дина Хуршаха. После падения исмаилитских крепостей в конце 1256 года перешёл вместе со своим сыном (отцом Рашида) на службу к монгольскому хану Хулагу.
Рашид ад-Дин до перехода в ислам (около 1277 года, дата спорна) был известен как Рашид ад-Доулэ. После казни в 1318 году его голову носили по Тебризу, «возглашая о казни „неверного еврея“».
С другой стороны, информация о еврейском происхождении Рашид ад-Дина исходит из лагеря его врагов и потому вызывает сомнения. Дело в том, что после казни еврейского купца Сад ад-Даула (1291), служившего с 1289 года визиром при ильхане Аргуне (1284—1291) и ненавидимого мусульманами, обвинение в принадлежности к евреям было верным средством опорочить противника. Так или иначе, в период своей службы при дворе Рашид ад-Дин выказывал себя ревностным мусульманином-суннитом шафиитского толка — господствующей идеологии в среде персидской гражданской бюрократии того времени.

## Политическая карьера

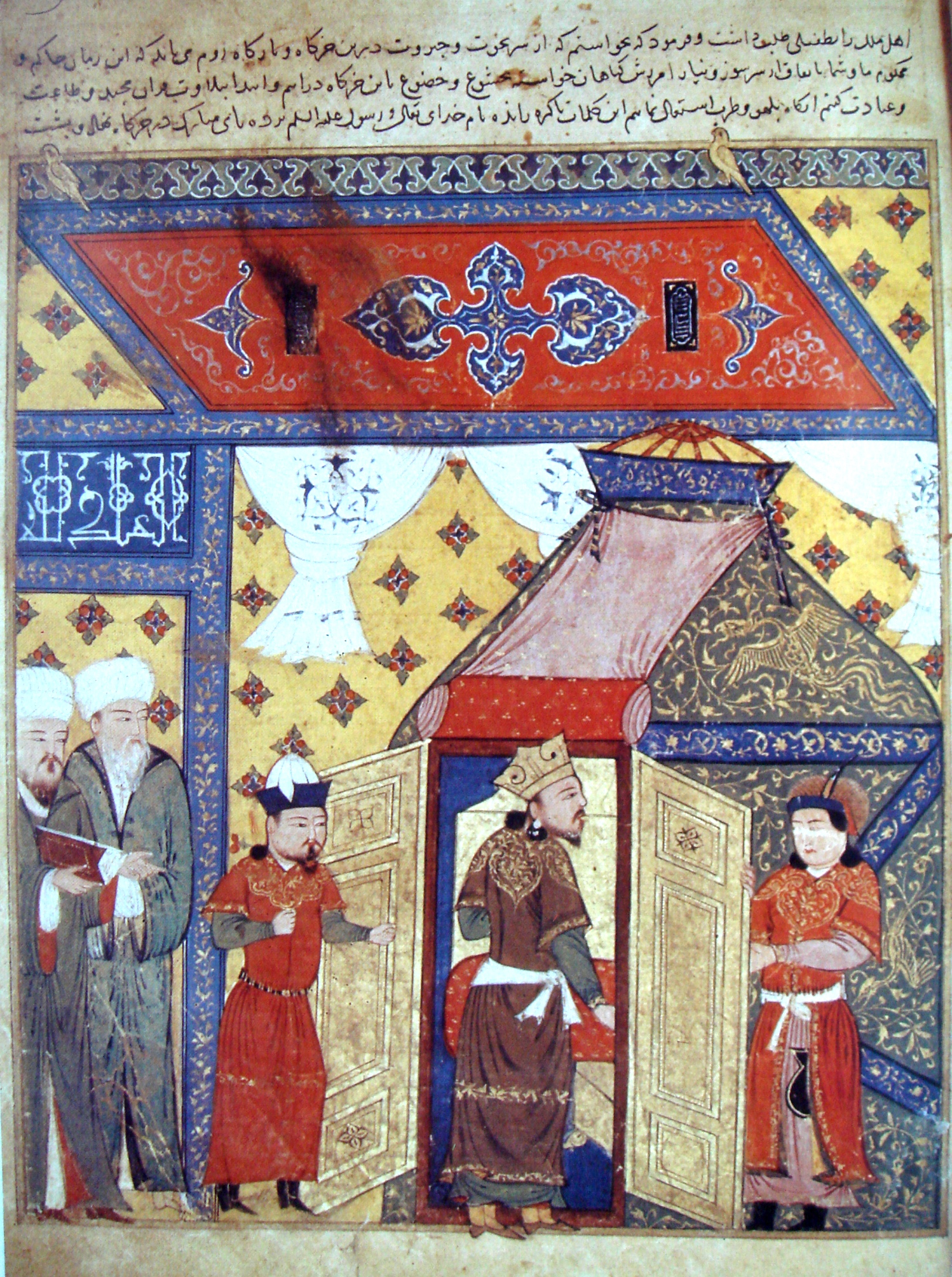
Обращение Газан-хана в ислам. Миниатюра из рукописи Джами' ат-таварих, XIV век

Рашид ад-Дин поступил на государственную службу в период правления Абака-хана (1265—1282). Он служил, вероятно, в финансовом ведомстве, и в то же время был придворным врачом. Медицина в средние века не была отделена от других естественных наук, которые, как и математика, алхимия и астрология, особенно ценились монгольскими ильханами. Репутация учёнейшего врача и ботаника весьма способствовала укреплению авторитета Рашид ад-Дина.
Будучи придворным врачом ильхана Газана (1295—1304), Рашид смог использовать опалу и казнь визиря Садр ад-Дина Халиди, который незадолго до этого провёл неудачную реформу по вводу в обращение бумажных денег, и стать ближайшим советником и одним из двух визирей Высочайшего дивана (1298) — главного органа управления государством. Номинально первым визирем и хранителем государственной печати был Са’д ад-Дин Саведжи, но фактически на протяжении двух десятилетий всеми делами государства управлял Рашид ад-Дин.

### Реформы
К началу правления Газан-хана государство находилось в глубоком экономическом кризисе. Осознавая необходимость перемен, Газан ещё до вступления на престол, по совету эмира Ноуруза, принял ислам, а затем сделал его государственной религией. Этот шаг позволил ему достичь сближения с иранской духовной и чиновной знатью, заинтересованной в укреплении центральной власти. Этой же цели служило выдвижение на высший пост потомственного чиновника Рашид ад-Дина.

Государь ислама Газан-хан, да укрепит господь навеки его владычество и да продлит навеки его правосудие и милость, благословенные намерения посвятил тому, что является чистейшим благодеянием и настоящим правосудием, и все высокие помыслы направил к тому, чтобы поправить изъяны, объявившиеся в государственных делах, и совершенно устранить новшества и злодеяния. — Джами' ат-таварих 
В своей летописи Рашид ад-Дин приписывает все заслуги в проведении реформ исключительно ильхану. Однако переписка Рашида показывает, что в основу реформ Газана были положены политические идеи его везира. Рашид ад-Дин был сторонником укрепления центральной власти. Его политическим идеалом было государство Сельджуков времён Низам аль-Мулька и Малик-шаха. Рашид считал необходимыми: усвоение ильханом и монгольской элитой традиций иранской государственности; борьбу с центробежными стремлениями монголо-тюркской кочевой знати; твёрдую фиксацию размеров ренты-налога и оздоровление финансового аппарата для облегчения положения ра’ийатов — крестьян и небогатых горожан — и поднятия их податной платёжеспособности; восстановление разрушенных ирригационной системы и сельского хозяйства, ремесла, торговли и городской жизни.
Важнейшие реформы были проведены в налоговой сфере. Была запрещена (хотя и временно) раздача бератов (ассигновок), дававших право откупщикам получать жалование из сумм налогов той или иной области, что приводило к полному разорению крестьян и оскуднению казны. Теперь сбором налогов должны были заниматься государственные чиновники. В связи с этим были установлены строго фиксированные размеры хараджа (поземельной подати) и купчура (подушной подати) с каждой области в деньгах или долях урожая. Податные расписания, скреплённые печатью, хранились в Тебризе, а в каждой области податная роспись, выбитая на железных листах, каменных плитах или стенах мечетей, должна была быть представлена для общего сведения. Запрещалось требовать с населения налог свыше приведённого в списках.

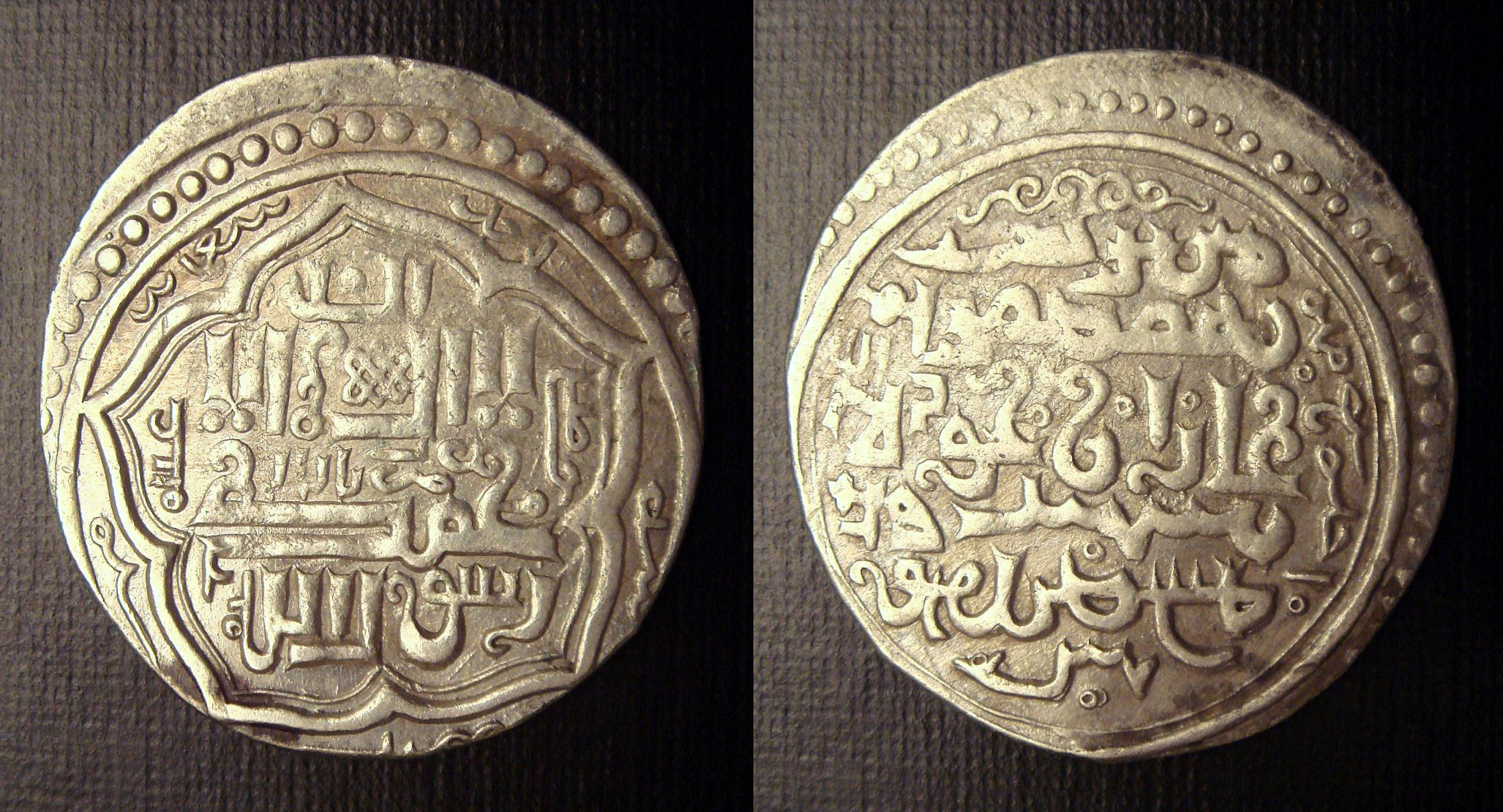
Серебряный дирхем Газан-хана

Ханшам, царевичам и частным лицам было запрещено отправлять государственных гонцов (ильчи) с собственными поручениями, что ранее было широко распространено, и разоряло казну. Постойная повинность (нузуль), доводившая крестьян до полного обнищания, также была отменена. Сокращались расходы на царскую охоту.
Была упорядочена денежная система, а также система мер и весов (по тебризскому стандарту). Вместо различных монет, чеканившихся в разных областях, вводился единый для всего государства дирхем, весивший 2,15 граммов серебра. 6 дирхемов составляли серебряный динар, а 10 тысяч динаров — счётную единицу туман. Реформированная денежная система оказалась настолько удобной, что вскоре была введена и в соседнем государстве Чагатаидов.
Были проведены большие оросительные работы и предприняты меры по заселению заброшенных земель. Например, по приказу Рашид ад-Дина, его сын Джалал ад-Дин, правитель Рума, должен был провести канал из реки Евфрат в районе Малатья для орошения 10 поселений в новом поместье Газан-хана. Известно, что сам Рашид затратил до 700 тысяч динаров на восстановление плотины на реке Карун (по-видимому, Банд-и-Кейсар — «Кесарева плотина» — в Хузистане).
Вместе с тем, было подтверждено прикрепление крестьян к земле, устанавливался срок в 30 лет, в течение которого можно было разыскивать и возвращать беглых крестьян. Сохранялось использование рабского труда в сельском хозяйстве, а рабы-ремесленники в кархане (государственных мастерских) были переведены на оброк, поскольку пайки, выдававшиеся ранее на их содержание расхищались управляющими, производство было нерентабельным.
Под давлением монгольского войска Газан-хан был вынужден специальным ярлыком (1303 год) провести раздачу воинам земельных наделов (икта). Целые округа выделялись тысячникам, которые по жребию распределяли земли между сотниками, те, в свою очередь, таким же образом выделяли участки десятникам. В итоге каждый рядовой воин получал небольшой надел (селение или часть его).
В результате реформ экономика страны испытала некоторый подъём. Об этом можно судить не только по Джами' ат-таварих и переписке Рашид ад-Дина, но и по сообщениям других историков, например, Хафиз-и Абру и Мухаммеда ибн Хиндушаха Нахчевани. Хамдуллах Мостоуфи Казвини в географическом труде Нузхат ал-кулуб (около 1340 года) рисует картину хозяйственного подъёма в ряде районов Ирана. Общий доход государства увеличился с 17 миллионов до 21 миллиона динаров в год (однако, не достиг размеров домонгольского времени, когда составлял по крайней мере 100 миллионов динаров) Благотворное влияние реформ чувствовалось даже во времена Джелаиридов (около 1360 года). По мнению историков, именно реформам Газан-хана и Рашид ад-Дина государство Хулагуидов обязано ещё несколькими десятилетиями существования. В то же время, крупномасштабная раздача земель в икта стало одной из главных причин будущего распада.

### Положение при Олджейту

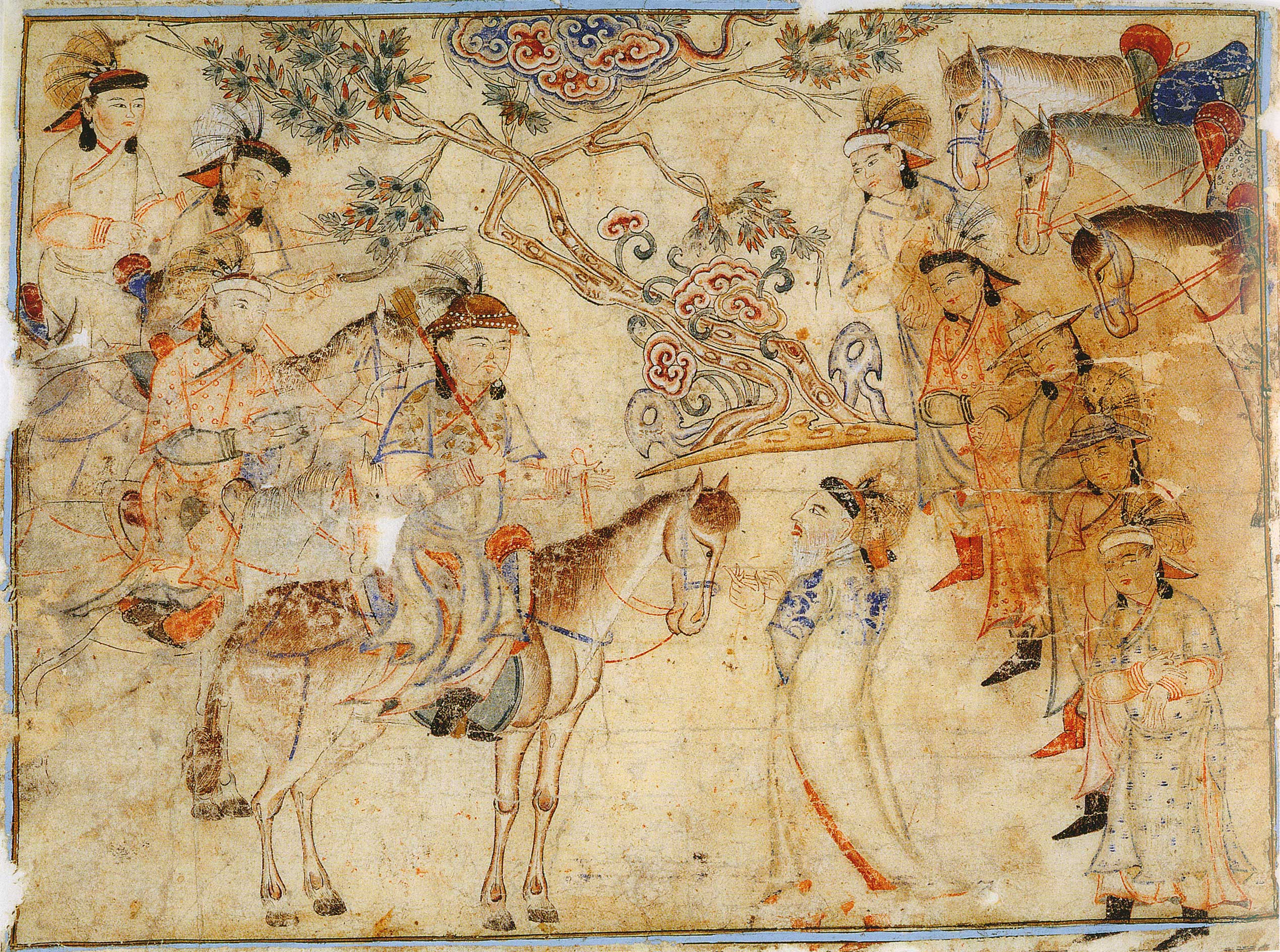
Переговоры. Иллюстрация из рукописи Джами' ат-таварих. XIV век

При брате и наследнике Газана ильхане Олджейту (1304—1316), сохранялась политическая линия, проложенная реформами. Сохранил своё влияние и Рашид ад-Дин. Посредством интриг, обычных для придворных чиновничьих кругов, ему удавалось устранять своих политических противников. Так, Рашид удалил от двора ходжу Хибетуллаха. Первый визирь Са’д ад-Дина Саведжи при поддержке своих сторонников попытался оттеснить Рашид ад-Дина от власти. В ответ тот, использовав влияние уртака — купца крупной торговой компании — Тадж ад-Дина Алишаха Гиляни, предъявил Са’д ад-Дину обвинение в растрате казённых средств. По приказу Олджейту Са’д ад-Дин был арестован. Во время яргу (судебного разбирательства) ему сначала удалось себя оправдать, но затем он был всё же казнён вместе с несколькими сторонниками близ Багдада 19 февраля 1312 года. Товарищем Рашид ад-Дина по везирату был назначен Тадж ад-Дин Алишах. Рашид ад-Дин стал первым визирем — его подпись в документах стояла впереди подписи Тадж ад-Дина.
В период правления Олджейту Рашид ад-Дин совершил поездку в Индию к делийскому султану Ала ад-Дину Хильджи (1296—1316). Цель поездки неизвестна, но из переписки Рашида можно узнать, что султан подарил ему множество ценностей (серебро, золото, пряности, одежды) и пожаловал в вечный сойургал (наследственное пожалование) четыре благоустроенных селения в Делийском султанате. Доходы с них должны были ежегодно направляться Рашид ад-Дину с доверенными людьми в город Басру. Кроме того ему была пожалована часть доходов с провинции Гуджарат.

### Утрата власти и казнь
Абу Саид Бахадур-хан, сын Олджейту, вступил на престол в двенадцатилетнем возрасте в середине 1317 года. Фактическим правителем при нём стал эмир Чобан, происходивший из монгольского племени сулдус. Благодаря поддержке Чобана усилился второй визирь Тадж ад-Дин Алишах. Интригами он отстранил Рашид ад-Дина от власти (1317). Рашиду, как и ранее Са’д ад-Дину, было предъявлено обвинение в растрате казённых средств. Затем ему вменили в вину, что он приказал своему сыну Ибрахиму, шербетдару (кравчему) хана, отравить Олджейту. Отец и сын были арестованы Чобаном, признаны виновным и казнены (перерублены мечом пополам) 18 июля 1318 года. Последними словами Рашид ад-Дина были:
Передайте Алишаху, что без наличия вины он оклеветал меня. Пусть же судьба за это воздаст ему такое же наказание с той только разницей, что моя могила будет старше чем его.
Желание Рашида не сбылось — Тадж ад-Дин Алишах Гиляни умер своей смертью в 1324 году. После казни всё имущество Рашид ад-Дина было конфисковано либо разграблено, тебризский квартал Руб‘-и Рашиди, которым он владел, также подвергся разграблению, была расхищена его богатейшая библиотека. Как показал А. А. Али-заде, причиной казни всех высших лиц в Хулагуидском государстве, начиная с Шамс ад-Дина Джувейни, были интриги противников, желавших наложить руку на их огромные богатства.
После казни эмира Чобана в 1327 году, во время везирата сына Рашид ад-Дина Гийас ад-Дина Мухаммеда Рашиди, следовавшего политическим традициям отца, поместья были возвращены его родственникам, а доброе имя восстановлено. Однако в 1407 году при правителе Западного Ирана Миран-шахе, сыне Тимура, останки Рашид ад-дина были изъяты с мусульманского кладбища Тебриза и перезахоронены на иудейском.

## Семья
Подтверждением значительного влияния Рашид ад-Дина при Газане и Олджейту служит тот факт, что большинство провинций государства находились под управлением членов его семьи — многочисленных сыновей и племянника Маруфа. Вольноотпущенник Рашида Сункур Баварчи был хакимом (наместником) Басры. В завещании Рашид ад-Дина упомянуты четыре его дочери — Фирман-Ханд, Ай-хатун, Шахи-хатун, Хадийа-Мулк — и 14 сыновей:
- Шайхи;
- Хумам;
- Алишах;
- Маджд ад-Дин;
- Али, наместник Багдада;
- Махмуд, наместник Кермана;
- Ахмад, наместник Ардебиля;
- Пир Султан, наместник Грузии;
- Джалал ад-Дин, наместник Рума;
- Абд ал-Латиф, наместник Исфахана;

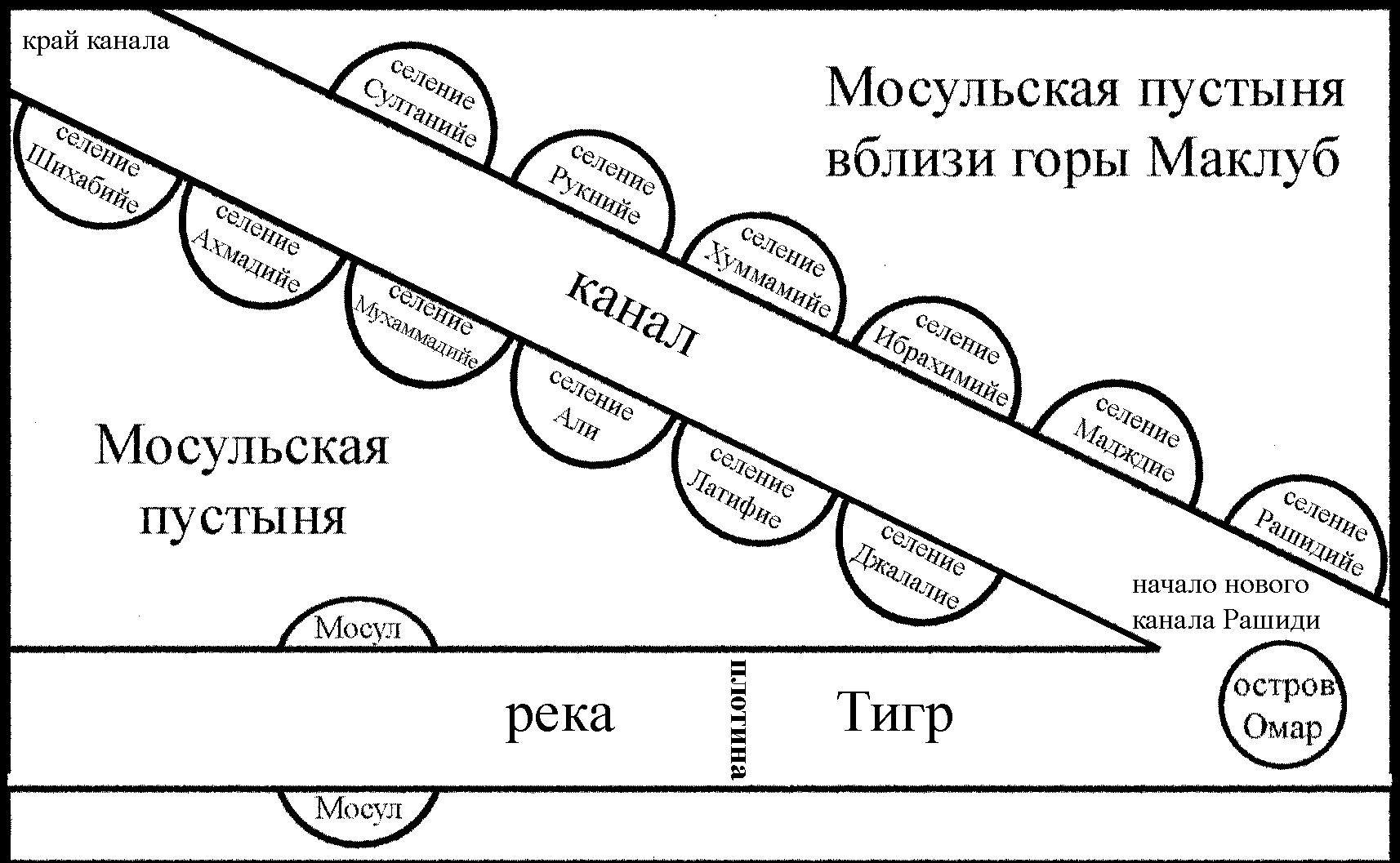
План канала Рашиди близ Мосула. Орошаемые им селения названы в честь Рашида и его сыновей
(Из письма Рашид ад-Дина населению Диярбакыра)

- Шихаб ад-Дин, наместник Тустера и Ахваза;
- Са’д ад-Дин, наместник частей Киликии (Тарс) и Сирии (Антакья, Киннасрин, Авасим).
- Ибрахим Изз ад-Дин (1302—1318), наместник Шираза, кравчий ильхана Олджейту;
- Гийас ад-Дин Мухаммад, наместник Хорасана, позднее (1327—1336) — визирь Абу Саида;

Кроме них в одном из писем упомянут сын Абд ал-Мумин, наместник Семнана, Дамгана и Хувара.

## Владения
За годы своего везирата Рашид ад-Дин скопил огромные богатства, которые заключались, прежде всего, в земельных владениях. Это были имения в округах Басры, Мосула, Кермана, Бама, Тебриза, Хузистана, в Малой Азии и других. Рашид ад-Дин владел на правах мулька (безусловной собственности) 12 770 федданами (плужными участками), что составляло примерно 70—80 тысяч гектаров пахотных земель (для сравнения — в инджу, то есть личной собственности ильхана Газана было 20 000 федданов), ему принадлежало примерно 170 тысяч крестьян; значительные земли были выделены им сыновьям и дочерям. Его владения не были ограничены территорией государства Хулагуидов. Земли в Сирии, Йемене и Индии были куплены или пожалованы ему местными правителями.
Рашид ад-Дин имел во владении множество садов и виноградников, 39 тысяч финиковых пальм, 250 тысяч овец, 30 000 лошадей, 10 000 верблюдов, 10 000 коров, 1000 быков, 2500 мулов, 1000 ослов, 50 000 штук домашней птицы. Он владел примерно 3500—4000 рабов. Двести из их числа, занятые в торговых операциях, приносили ему ежегодный доход 10 000 динаров каждый.

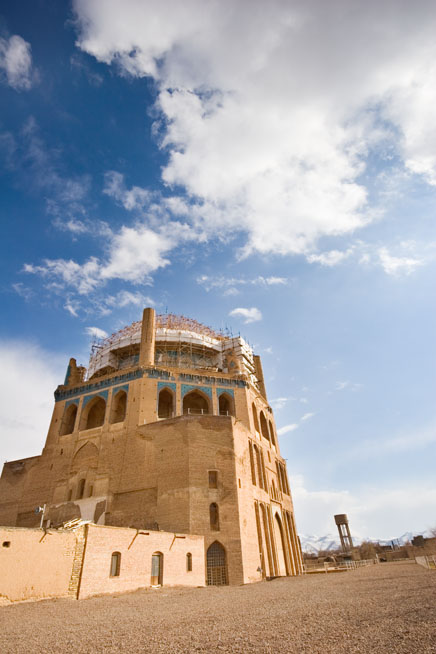
Мавзолей ильхана Олджейту в Сольтание

Из 35 миллионов динаров состояния 2,5 миллиона находились в его казнохранилище, остальные 32,5 млн были вложены в товарищества крупных оптовых торговцев — уртаков. Рашид ад-Дин получал свою долю дохода в виде мехов, текстильных, парфюмерных и лекарственных изделий. Кроме денежных средств в его владении были драгоценные камни, ткани, золото, ценная утварь.

### Руб-и Рашиди
В Тебризе Рашид ад-Дину принадлежал целый квартал Руб'-и Рашиди («Рашидов квартал») в четверть города, построенный им на собственные средства. В этом квартале, согласно письму Рашид ад-Дина к своему сыну Са’д ад-Дину, было до 30 тысяч домов (то есть семейств жителей; эта цифра маловероятна), 24 караван-сарая, 1500 лавок, ткацкие, красильные, бумажные мастерские, много садов, бань, складов, мельниц и монетный двор. Для орошения квартала был специально проведён большой канал, называвшийся Рашиди.
В кархане (мастерских) Руб'-и Рашиди работали искусные ремесленники, собранные из разных городов и стран. В медресе квартала обучалась тысяча студентов. В квартале была особая «улица улемов», населённая богословами, муэззинами, чтецами Корана. В госпитале Даруш-Шифа («Дом исцеления») работало 50 лучших медиков из Индии, Китая, Египта и Сирии — окулисты, хирурги, костоправы. Каждый из них обучал по 5 молодых рабов Рашид ад-Дина. В библиотеке Руб'-и Рашиди было 60 000 книг по точным наукам, истории, поэзии и богословию, в том числе и тысяча списков Корана, выполненных выдающимися каллиграфами. После казни Рашида библиотека была разграблена, погибли некоторые его сочинения, хранившиеся там.
Близ Тебриза Рашид ад-Дин восстановил пять запустевших селений, поселив в каждом из них по 20 рабов и рабынь следующих народов: грузин (гурджийян), курдов (курдийян), абиссинцев (хабешан), негров (зенгийян) и греков (румийян). Рабы обслуживали два больших садоводческих хозяйства Рашид ад-Дина. Деревни были названы Гурджийян, Курдийян, Хабешан, Зенгийян и Румийян.
В летней столице ильханов городе Сольтание, достроенном ханом Ольджайту в 1313 году, Рашид ад-Дину также принадлежал возведённый на личные средства квартал Рашидийя с 1500 домами.

## Литературное наследие
Рашид ад-Дином был составлен энциклопедический труд Китаб-ал-ахья ва-л-асар, содержащий сведения по естествознанию, агротехнике и строительству. Его перу принадлежит комментарий к Корану Мифтах ат-тафасир и ещё три труда по шафиитскому богословию, переведённые на арабский язык и известные под общим заглавием Маджму’а-и Рашидийя («Собрание трудов Рашида»).
Мукатибат-и Рашиди (или Муншаат-и Рашиди) — переписка Рашид ад-Дина — содержит ценные сведения об истории Ирана, о политических идеях автора и его хозяйстве. Она состоит из 53 писем, в их числе 4 письма Рашид ад-Дину от разных лиц, остальное — письма, адресованные им сыновьям, различным мусульманским духовным лицам, военным и гражданским чинам. Они были собраны и объединены в книгу под названием Саваних ал-афкар-и Рашиди («Думы и размышления Рашида») его секретарем Мухаммедом Аберкухи в период везирата Гийас ад-Дина Мухаммада Рашиди (1327—1336). Наибольший интерес представляет письмо, в котором приведено завещание Рашид ад-Дина с перечислением имений и имущества. Стиль писем неоднороден, возможно, какая-то часть писалась секретарями везира. Существовали малообоснованные сомнения в подлинности переписки.
Наибольшую ценность представляет исторический труд Джами' ат-таварих, составленный Рашид ад-Дином.

### Джами ат-таварих

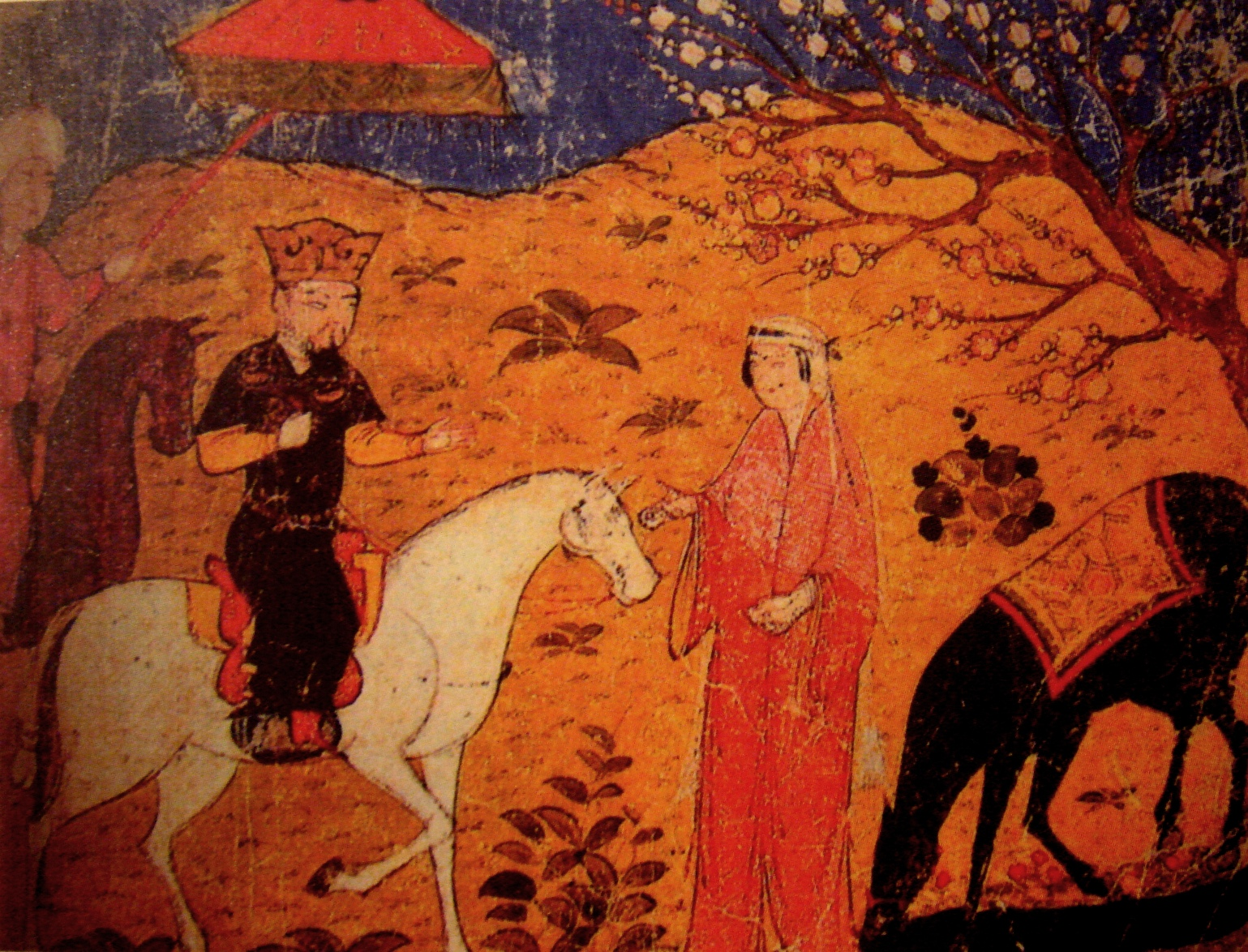
Газан-хан на коне. Миниатюра из рукописи Джами' ат-таварих нач. XIV в.

Газан-хан, бывший полиглотом и знатоком истории, особое внимание уделял истории собственного народа. В 1300/1301 он приказал Рашид ад-Дину собрать воедино все сведения, касающиеся истории монголов. Основная часть работы, получившая название Та’рих-и Газани («Газанова летопись») была поднесена Олджейту-хану в 1307 г. Полностью труд был закончен к 1310/1311.
Над Джами' ат-таварих под руководством самого Рашид ад-Дина работало несколько человек. В первую очередь это два секретаря визиря — историк Абдаллах Кашани (написавший и самостоятельный труд «История Олджейту-хана»), и, вероятно, Ахмед Бухари. Они, по-видимому, и были составителями чернового текста, по крайней мере, III раздела I части Та’рих-и Газани, то есть истории государства ильханов. В работе принимал участие и эмир Болад, приехавший в Персию из Китая в 1286 году, знаток монгольской истории и обычаев. Как сообщает поэт Шемс-ад-дин Кашани, Рашид ад-Дин и Пулад Чжэн-сян изо дня в день занимались вместе, как учитель и ученик: «счастливый эмир рассказывал, учёный везир записывал с его слов». Много исторических сведений было получено от Газан-хана и от других монголов.
Кроме того, для составления глав, связанных с историей Китая, у Рашид ад-дина было двое китайских учёных; для истории Индии — буддийский монах Камалашри из Кашмира. Есть указания на то, что в работе принимал участие и французский католический монах.
Помимо изустной информации, полученной от знатоков истории, в работе над Джами' ат-таварих использовались следующие источники: Диван-и лугат ат-тюрк («Собрание тюркских наречий») Махмуда Кашгари, тюркского энциклопедиста XI века; Тарих-и-джехангуша («История мирозавоевателя») Ата Малика Джувейни, персидского историка, находившегося на службе ильханов; часть Алтан дэбтэр («Золотой книги»), написанной на монгольском языке официальной истории Чингис-хана, его предков и преемников, сохранившейся в архивах ильханов.

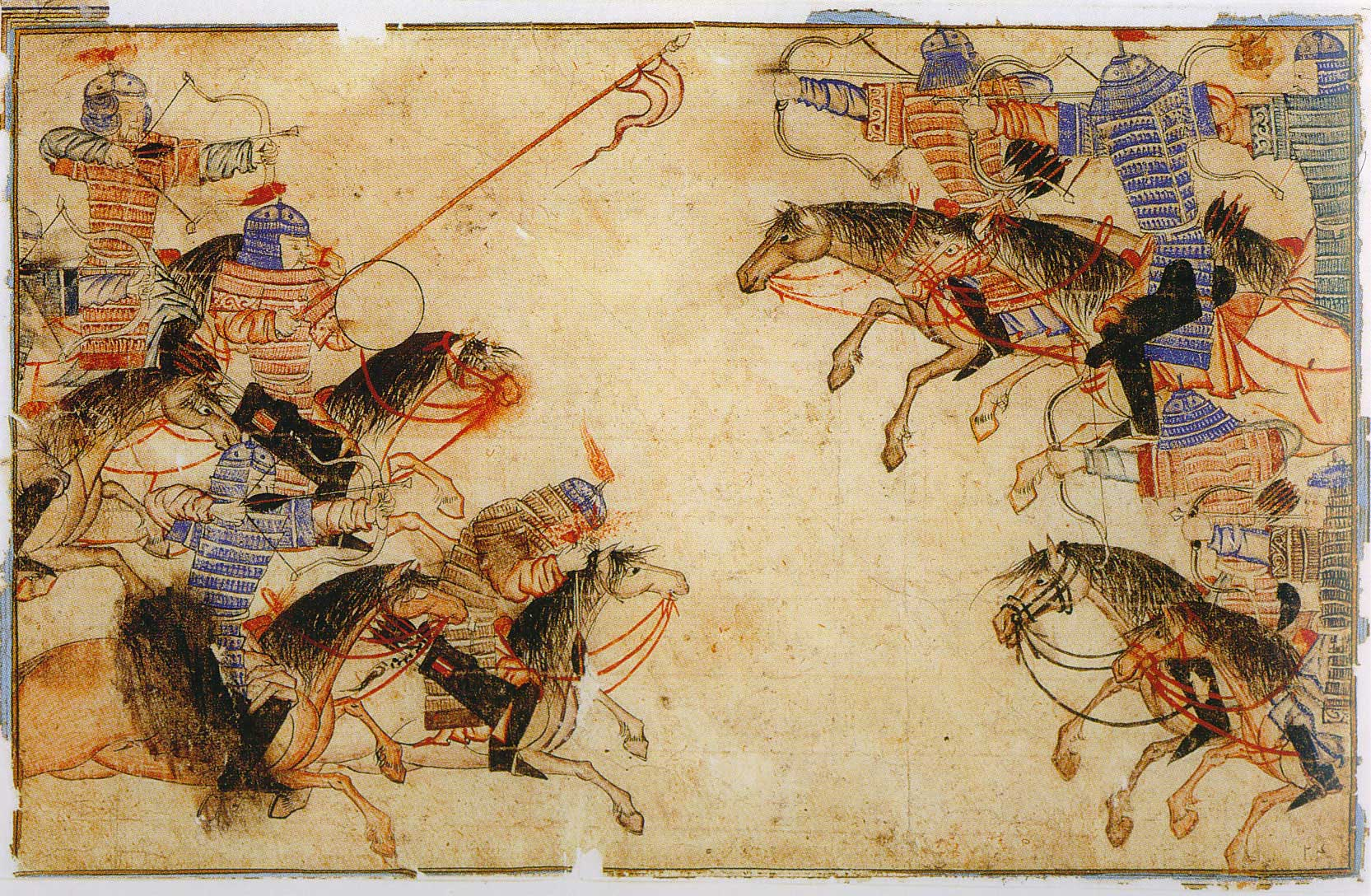
Монгольские всадники. Миниатюра рукописи Джами' ат-таварих. Тебриз, первая четв. XIV в.

Существуют скептические точки зрения на роль Рашид ад-Дина в составлении Джами' ат-таварих. Они основаны на том факте, что после казни Рашид ад-Дина один из его секретарей — историк Абдаллах Кашани — заявил претензии на авторство Та’рих-и Газани. Однако, как указал В. В. Бартольд, стиль изложения Кашани, известный по его сочинению «История Олджейту-хана», не сходен со стилем Рашид ад-Дина. Это относится к тем случаям, когда они, не пользуясь персидскими письменными источниками, повествуют о современных им событиях. Рашид, излагая монгольские предания и приводя лично ему известные факты, пишет самым простым языком без «украшений в духе требований персидского красноречия».
В основу Джами' ат-таварих был положен план из двух основных частей. В первую включена история монголов и основанных ими государств, включая Иран Хулагуидов. Вторая часть включала всемирную историю: всеобщую историю до ислама (написанную в исламской исторической традиции); историю халифата и последующих мусульманских государств до монгольского нашествия — Газневидов, Сельджукидов, хорезмшахов, Гуридов, исмаилитов Аламута; историю немусульманских народов и государств — Китая, древних евреев, «франков», римских пап, «римских» (германских) императоров и Индии — согласно их историческим традициям.

Несмотря на то, что летописи некоторых народов, кои суть неверные и идолопоклонники, не согласуются с рассудком [вследствие] пустых вымыслов и вводящих в заблуждение рассказов, [но] они [в этом труде] приведены по той причине, чтобы у людей проницательных [это] было бы поводом для доверия [к полноте истории], а последователи ислама и правоверия по прочтении таких [рассказов] были бы осведомлены о порочных верованиях, уклоняющихся от истины, и, уклоняясь от сущности сего, пребывали бы в исполнении обязанностей похвалы Аллаху за милость руководительства на пути истинной веры…— Джами' ат-таварих 
Была задумана и третья часть, которая должна была содержать географическое описание «семи климатов» мира, а также всех торговых путей Монгольской империи. Она либо не была написана, либо погибла при разграблении тебризской библиотеки Рашид ад-Дина после его казни в 1318 году.
Труд Джами' ат-таварих представлял последнее слово персидской историографии своего времени. По словам И. П. Петрушевского, он был «среди исторических трудов данного периода на персидском языке единственным в своем роде по замыслу и выполнению». Новизна труда заключалась в попытке написать действительно мировую историю. До этого никто из персидских историков даже не ставил себе такой задачи, вся история доисламского мира («от Адама до Мухаммеда») мыслилась лишь как предыстория ислама, история немусульманских народов игнорировалась вовсе. Сотрудники Рашид ад-Дина поняли, что история арабов и персов есть, по выражению Абдаллаха Кашани, только одна из рек, впадающих в море всемирной истории.
Джами' ат-таварих должен был включать историю всех известных в то время народов от «франков» на Западе до китайцев на Востоке. Признавалась необходимость изучать историю немусульманских народов в их традиции и по их источникам. Хотя по форме Джами' ат-таварих — это традиционное описание государств и династий, большим достоинством труда является наличие сведений этнического, культурного и бытового характера.
В то же время, труд не является историческим в современном понимании этого слова, так как «о задачах исторической критики… редактор „Сборника летописей“ не имел представления… Его целью было изложение преданий каждого народа в том виде, как их рассказывают представители этого народа».

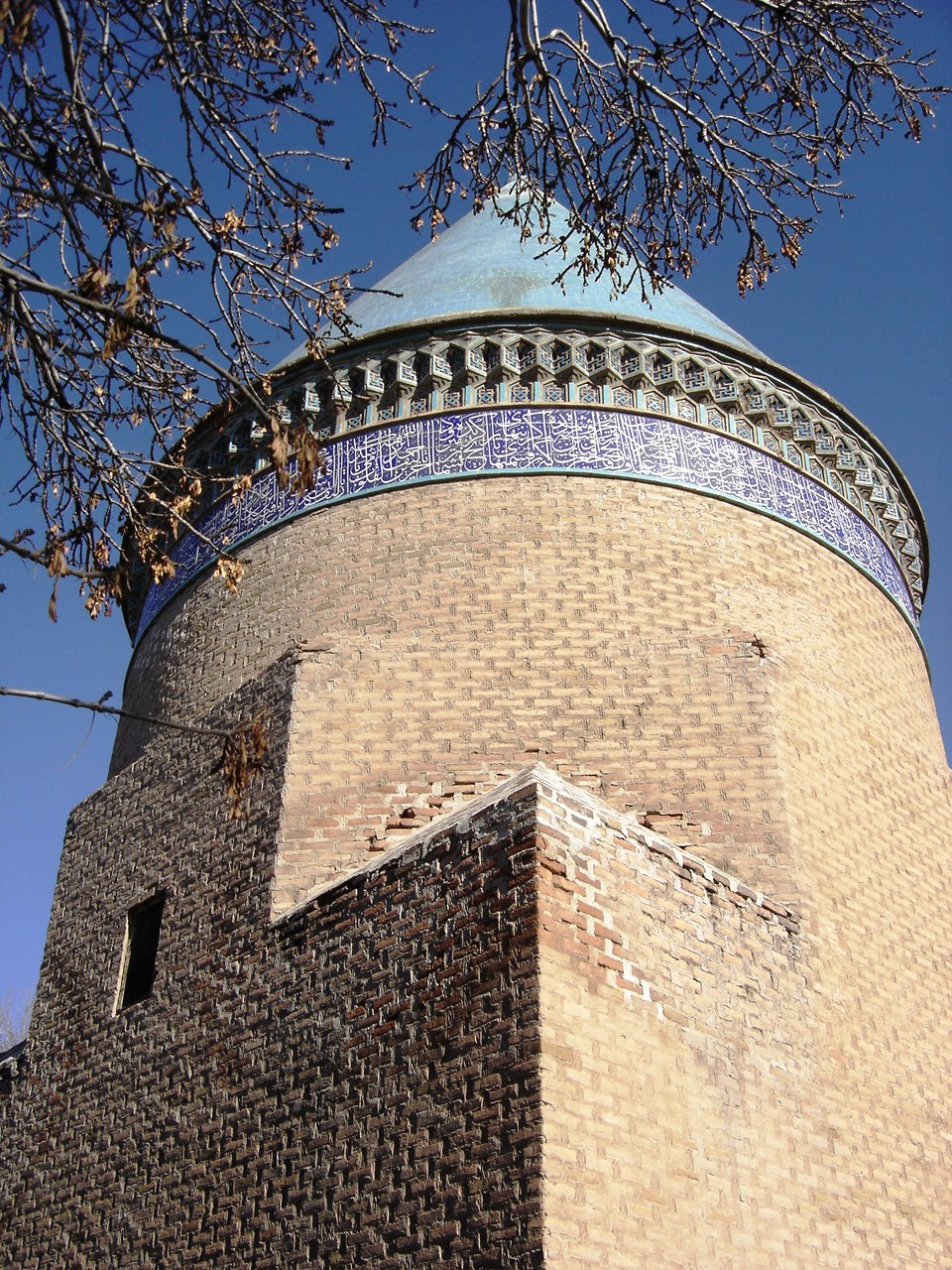
Мавзолей Хадаллаха Мостоуфи в Казвине

## Покровительство учёным
Рашид ад-Дин оказывал покровительство учёным, служившим под его началом в финансовом ведомстве государства. Известны авторы исторических сочинений Вассаф и Хамдаллах Мостоуфи Казвини, выдвинувшиеся благодаря его содействию.
Шихаб ад-Дин Абдуллах ибн Фазлуллах Ширази по прозванию Вассаф (точнее, Вассаф ал-хазрет — «Панегирист его величества») написал большой исторический труд по-персидски с арабским заглавием Таджзийат ал-амсар ва тазджийат ал-а’сар («Разделение областей и распределение веков»), известный под названием Тарих-и Вассаф («История Вассафа»). Задумывавшийся как продолжение «Истории мирозавоевателя» Ата Малика Джувейни труд охватывал период с 1257 по 1323 годы. Первые четыре части были закончены и поднесены Олджейту-хану при посредничестве Рашид ад-Дина в 1312 году, пятая часть закончена в 1328.
Хамдаллах ибн Абу Бекр Мостоуфи Казвини — автор исторического труда Тарих-и гузидэ («Избранная история»), законченного в 1330 году и посвящённого визирю Гийас ад-Дину Мухаммаду Рашиди. Также им написаны стихотворная летопись Зафар-намэ («Книга победы», закончена около 1335 года) и географический труд Нузхат ал-кулуб («Услада сердец», ок. 1340).